# 21 Baza Lotnicza
21 Baza Lotnicza – baza lotnicza zlokalizowana około 5 kilometrów na wschód od centrum miasta Świdwin, funkcjonująca w latach 1999-2010. JW 3294.

## Historia
Baza powstała 15 lipca 1999 na mocy zarządzenia MON nr PF 74/Org z 15.VII.1999 roku oraz rozkazu Dowódcy 2 Korpusu Obrony Powietrznej nr PF 57 z 26.VIII.1999 jako 11 Baza Lotnicza. Jednakże 1 stycznia 2002 roku jednostkę przemianowano na 21 Bazę Lotniczą. Zadaniem bazy było zabezpieczenie działań eskadr lotnictwa taktycznego. Początkowo zabezpieczała loty 39 i 40 eskadry, a w późniejszym czasie 7 i 40 eskadry.
30 czerwca 2010 roku bazę rozformowano. Na jej podstawie 1 lipca 2010 roku sformowano 21 Bazę Lotnictwa Taktycznego.
Na podstawie decyzji ministra ON nr 36/MON z 17 lutego 2005 święto jednostki obchodzone było w dniu 25 maja.

## Dowódcy
- płk dypl. inż. Ryszard Derenowski (2000 – 21 stycznia 2004)
- płk mgr inż. Cezary Niemczuk (21 stycznia 2004 – 15 stycznia 2007)
- cz. p.o. ppłk dypl. Mariusz Ciećkowski (15 stycznia 2007 – 5 lipca 2007)
- gen. bryg. pil. Dariusz Maciąg (5 lipca 2007 – 23 stycznia 2008; zginął w katastrofie lotniczej samolotu CASA C-295 M pod Mirosławcem)
- płk dypl. pil. Ireneusz Starzyński (3 lipca 2008 – do rozwiązania)

## Struktura
- Wojskowy Port Lotniczy – Świdwin
- dowództwo i sztab
- dywizjon dowodzenia
- dywizjon zabezpieczenia
- dywizjon techniczny